# Stinkdieren
De stinkdieren (Mephitidae) (Engels: skunks) vormen een familie uit de orde der roofdieren (Carnivora). De familie omvat twaalf soorten in vier geslachten, die verspreid over Noord- en Zuid-Amerika en Zuidoost-Azië leven. De familie werd traditioneel beschouwd als een onderfamilie van de marterachtigen (Mustelidae), maar uit genetische analyse is gebleken dat de stinkdieren een aparte familie vormen. Het bekendste stinkdier is de gestreepte skunk (Mephitis mephitis) uit Noord-Amerika.

## Leefwijze
Stinkdieren zijn overwegend nachtdieren die hun naam danken aan de manier waarop ze zichzelf verdedigen. Als een stinkdier zich ernstig bedreigd voelt, spuit hij een zeer stinkende vloeistof over zijn vijand. Het stinkdier waarschuwt zijn belager voordat hij de vloeistof spuit. Zijn wit-zwarte vacht laat hij bewegen. Meestal is dit al genoeg om zijn tegenstanders te verjagen. De anale geurklieren van het stinkdier kunnen verwijderd worden en dan kan het stinkdier gehouden worden als huisdier zonder zijn verzorgers te bespuiten. In sommige landen is het verboden de klieren te verwijderen. Stinkdieren zijn vatbaar voor rabiës. Met rabiës besmette stinkdieren zijn overdag actief en vertonen sterk afwijkend en agressief gedrag. Gewoonlijk zijn (jonge en gezonde) stinkdieren vrij speels en erg nieuwsgierig. Gezonde stinkdieren vertonen zelden agressief gedrag.

## Thiolen en thio-esters
Stinkdierspray bestaat voornamelijk uit drie lichte thiolen, (E) 2-buteen-1-thiol, 3-methyl-1-butaanthiol, en 2-quinolinemethaanthiol, en hun acetylthio-esters.
Deze verbindingen kunnen door het menselijke reukorgaan al bij concentraties van slechts 10 delen per miljard worden waargenomen.
De stank die de nevel van een stinkdier achterlaat is zeer moeilijk te verwijderen doordat de thiolen niet oplosbaar zijn in water en zich relatief sterk aan keratine en andere vezels aan het oppervlak van de huid en de beharing van dieren hechten. De Humane Society of the United States adviseert een mengsel van verdunde waterstofperoxide (3%), waterstofcarbonaat (of bakpoeder) en afwasmiddel als het effectiefste schoonmaakmiddel waarmee de stankoverlast enigszins gereduceerd kan worden.

## Indeling
Familie Mephitidae
- Geslacht Mephitis (Gestreepte skunks)
  - Gestreepte skunk (Mephitis mephitis)
  - Gekraagde skunk (Mephitis macroura)
- Geslacht Mydaus (Stinkdassen)
  - Maleise stinkdas (Mydaus javanensis)
  - Filipijnse stinkdas (Mydaus marchei)
- Geslacht Spilogale (Gevlekte skunks)
  - Zuidelijke gevlekte skunk (Spilogale angustifrons)
  - Westelijke gevlekte skunk (Spilogale gracilis)
  - Oostelijke gevlekte skunk (Spilogale putorius)
  - Kleine gevlekte skunk (Spilogale pygmaea)
- Geslacht Conepatus (Varkenssnuitskunks)
  - Chileense varkenssnuitskunk (Conepatus chinga)
  - Patagonische varkenssnuitskunk (Conepatus humboldtii)
  - Amerikaanse varkenssnuitskunk (Conepatus leuconotus)
  - Amazone-varkenssnuitskunk (Conepatus semistriatus)